# یاکوب گارتنر
یاکوب گارتنر (انگلیسی: Jakob Gartner; ۶ اکتبر ۱۸۶۱ – ۱۵ آوریل ۱۹۲۱) معمار اهل اتریش بود.